# Silas Wright

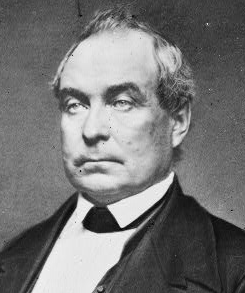
Silas Wright

Silas Wright Jr. (* 24. Mai 1795 in Amherst, Massachusetts; † 27. August 1847 in Canton, New York) war ein US-amerikanischer Politiker und von 1845 bis 1847 Gouverneur des Bundesstaates New York. Außerdem vertrat er seinen Staat in beiden Kammern des Kongresses.

## Frühe Jahre und politischer Aufstieg
Silas Wright besuchte bis 1815 das Middlebury College in Vermont. Nach einem Umzug in das heutige Hudson Falls im Washington County von New York studierte er Jura. Im Jahr 1819 wurde Wright als Rechtsanwalt zugelassen, worauf er in Canton in diesem Beruf zu arbeiten begann. Zwischen 1824 und 1827 gehörte Silas Wright dem Senat von New York an, wo er ein Gegner von DeWitt Clinton war. Silas wurde Mitglied der Demokratischen Partei. Im Jahr 1827 wurde er zum Brigadegeneral der Miliz befördert.

## Kongressabgeordneter und Senator
Zwischen dem 4. März 1827 und dem 16. Februar 1829 vertrat er seinen Staat im US-Repräsentantenhaus. Dort unterstützte er das Einfuhrzollgesetz von 1828, das später die Nullifikationskrise und den Konflikt zwischen der Bundesregierung und dem Staat South Carolina auslöste. Wright stimmte auch für die Gründung eines Ausschusses, der sich mit der Sklaverei und dem Sklavenhandel in der Bundeshauptstadt Washington beschäftigen sollte. Von 1829 bis 1833 war er Leiter des staatlichen Rechnungshofes von New York (State Comptroller).
Nach dem Rücktritt des US-Senators William L. Marcy wurde Silas Wright als dessen Nachfolger in den Kongress gewählt. Nach einer Wiederwahl im Jahr 1837 übte Wright dieses Mandat zwischen dem 4. Januar 1833 und dem 26. November 1844 aus. An diesem Tag trat er zurück, weil er inzwischen zum Gouverneur von New York gewählt worden war. Im US-Senat war Wright Vorsitzender des Finanzausschusses. Er unterstützte die gegen die Nationalbank gerichtete Politik von Präsident Andrew Jackson. Im Jahr 1844 wurde ihm von seiner Partei die Nominierung für das Amt des US-Vizepräsidenten angeboten. Dieses Angebot lehnte er aber ab.

## Gouverneur von New York
Am 4. November 1844 wurde Silas Wright zum Gouverneur seines Staates gewählt. Dieses Amt übte er zwischen dem 1. Januar 1845 und dem 1. Januar 1847 aus. In dieser Zeit wurde die University at Buffalo gegründet und das Bildungswesen reformiert. Gouverneur Wright legte gegen die Finanzierung von Kanalbauprojekten sein Veto ein und war auch gegen eine Reform der Staatsverfassung, die er aber nicht verhindern konnte. Im Delaware County und anderen Gebieten New Yorks kam es 1845, nachdem eine Petition gegen den Pachtzins vom Parlament zuvor nicht angenommen wurde, zu Bauernrevolten gegen die hohen Pachtzinsen der Gutsbesitzer. Wright setzte gegen die Unruhen die Miliz ein und die Justiz sprach hohe Strafen aus. Nachdem durch die Wahlen 1845 14 Mitglieder der Anti-Pachtzins-Bewegung in das Staatsparlament einzogen, wandelte Wright die ausgesprochenen Todesurteile jedoch in lebenslange Haftzeiten um und empfahl dem Parlament Einschränkungen des Feudalsystems. In Wrights Amtszeit fällt außerdem der Mexikanisch-Amerikanische Krieg, zu dem auch der Staat New York seinen Beitrag leisten musste.
Nach dem gescheiterten Versuch einer Wiederwahl zog sich Silas Wright aus der Politik zurück. Er zog sich auf seine Farm in Canton zurück, auf der er selbst mitarbeitete. Dort ist er am 27. August 1847 auch verstorben. Er war mit Clarissa Moody verheiratet.

## Ehrungen
Nach ihm sind mehrere Countys benannt: Wright County.